# Préfecture de Kyoto
Kyoto (京都府, Kyōto-fu) est une préfecture du Japon située sur l'île de Honshū, dans la région du Kansai (Kinki). Sa capitale est Kyoto.

## Histoire
- province de Tango
- province de Tanba
- province de Yamashiro

## Géographie
Elle est entourée des préfectures de Shiga, Osaka, Hyōgo, Nara, Mie et Fukui.
- mer du Japon
- Ōeyama
- mont Atago
- mont Hiei
- Yura-gawa
- Kizu-gawa
- Katsura-gawa
- Kyoto Tamba Kogen Quasi-National Park (en)
- Tango-Amanohashidate-Ōeyama Quasi-National Park (en)

### Villes(市,shi?)
Liste des 15 villes (市, shi) de la préfecture de Kyoto.
| - Ayabe - Fukuchiyama - Jōyō - Kameoka - Kizugawa - Kyōtanabe - Kyōtango - Kyoto (capitale) | - Maizuru - Miyazu - Mukō - Nagaokakyō - Nantan - Uji - Yawata |

### Districts(郡,gun?)
Liste des 6 districts de la préfecture, ainsi que de leurs 10 bourgs et unique village :
| - District de Funai Kyōtamba - District de Kuse Kumiyama - District d'Otokuni Ōyamazaki | - District de Sōraku Kasagi Minamiyamashiro (village) Seika Wazuka | - District de Tsuzuki Ide Ujitawara - District de Yosa Ine Yosano |

## Démographie
| 1885      | 1890      | 1900      | 1910      | 1920      | 1930      | 1940      |
| --------- | --------- | --------- | --------- | --------- | --------- | --------- |
| 846 761   | 894 928   | 1 022 695 | 1 197 473 | 1 287 147 | 1 552 832 | 1 729 993 |
| 1950      | 1960      | 1970      | 1980      | 1990      | 2000      | 2010      |
| 1 832 934 | 1 993 403 | 2 250 087 | 2 527 330 | 2 602 460 | 2 644 391 | 2 636 092 |
| 2015      | 2020      |           |           |           |           |           |
| 2 610 353 | 2 579 921 |           |           |           |           |           |

## Culture

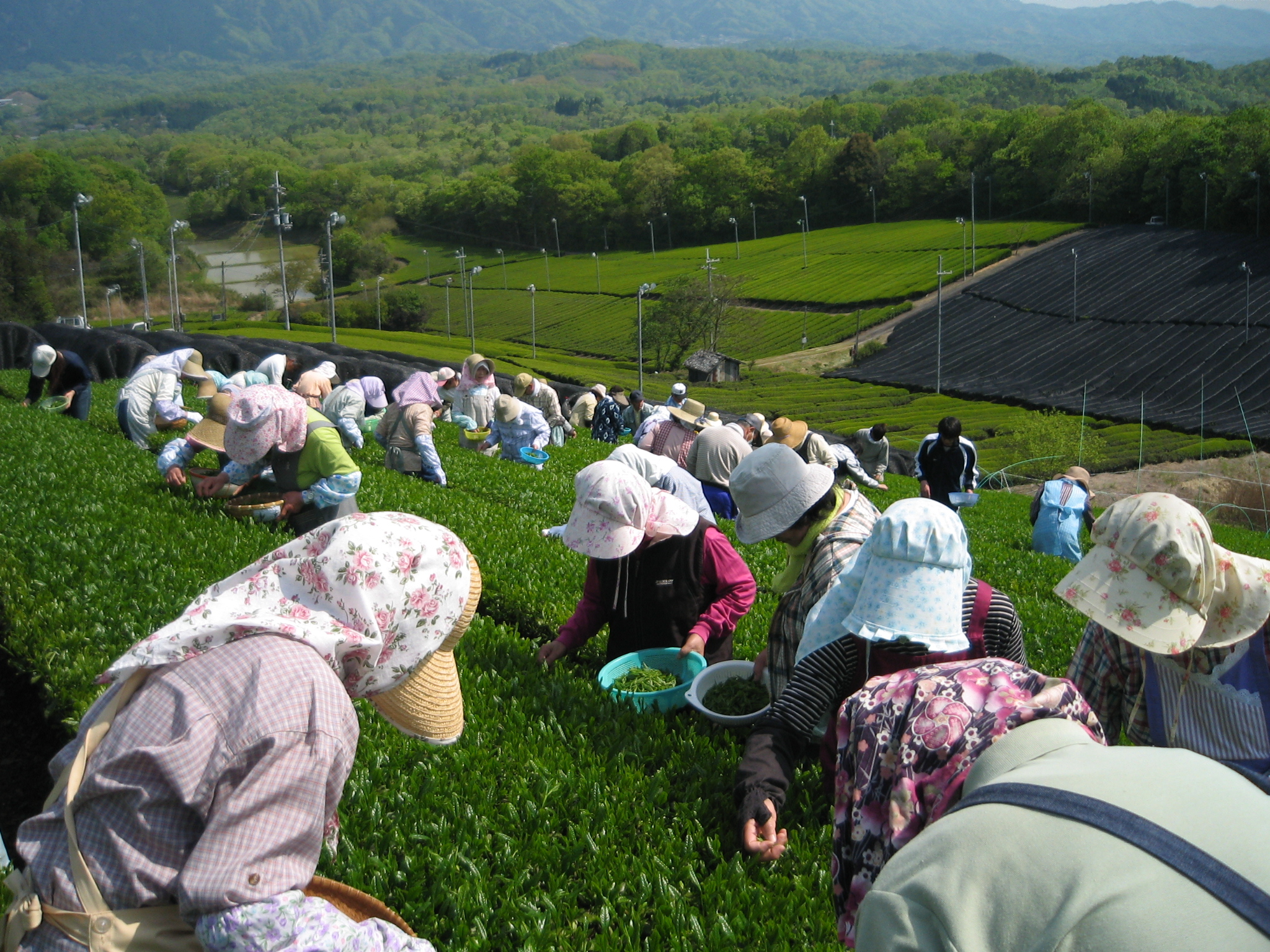
La cueillette du thé.

- Le thé d'Uji

## Économie
- Murata Manufacturing (Nagaokakyō)
- Maxell (Ōyamazaki)

## Tourisme
- Kyoto
- Uji
- Amanohashidate
- Parc naturel préfectoral de Rurikei

## Galerie

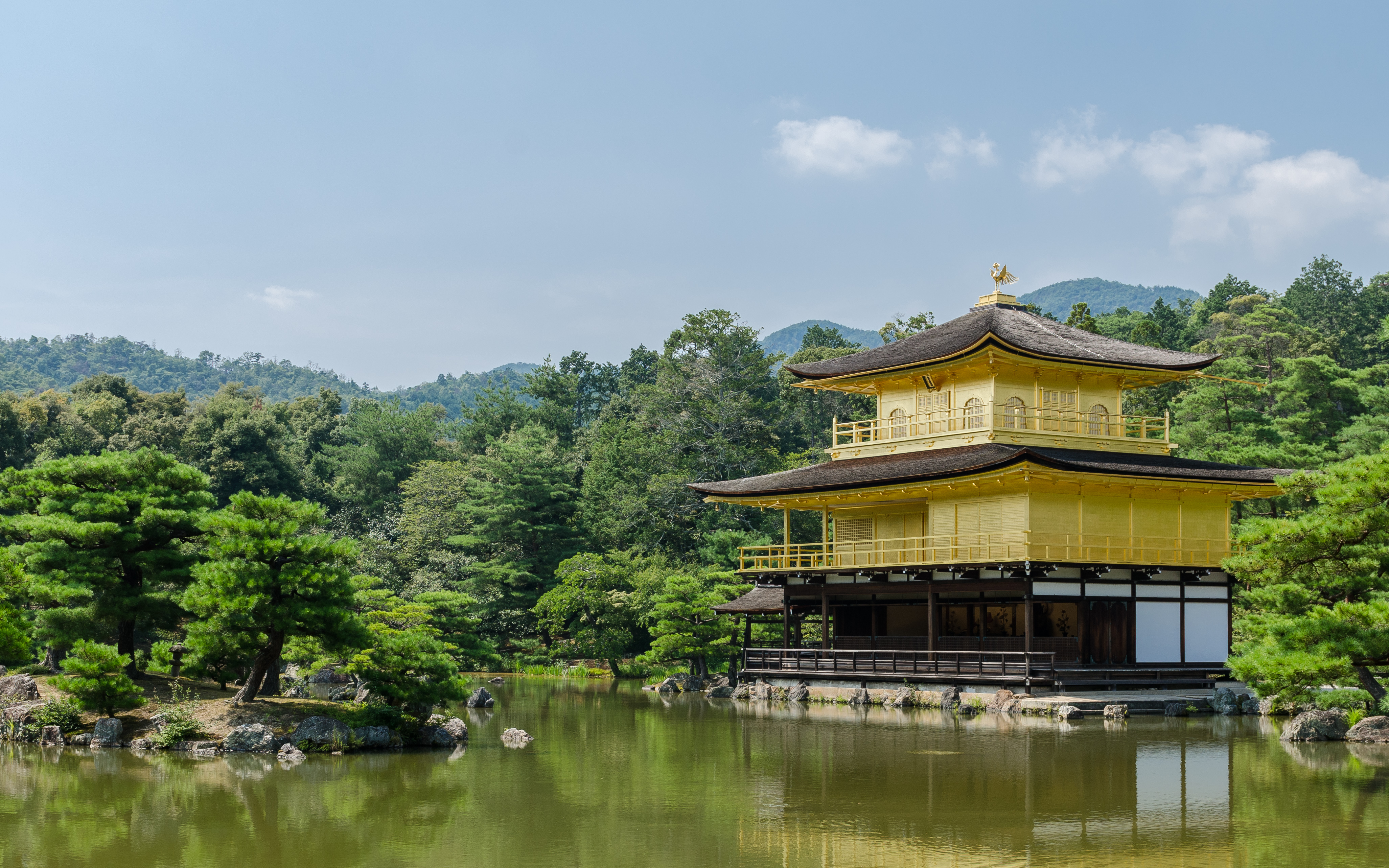
Temple Kinkaku-ji (« temple du Pavillon d'or »).
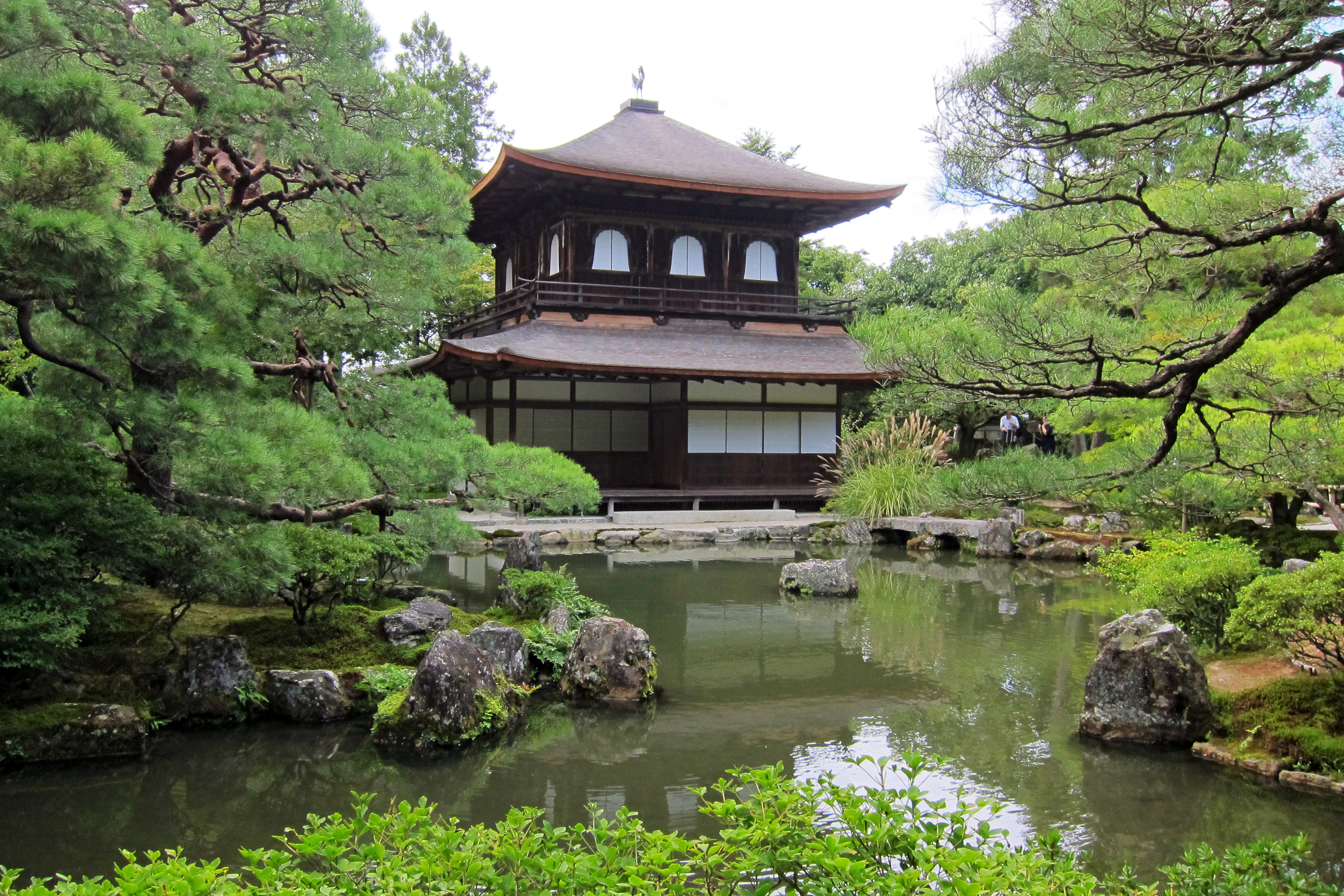
Temple Ginkaku-ji (le « temple du Pavillon d'argent »).
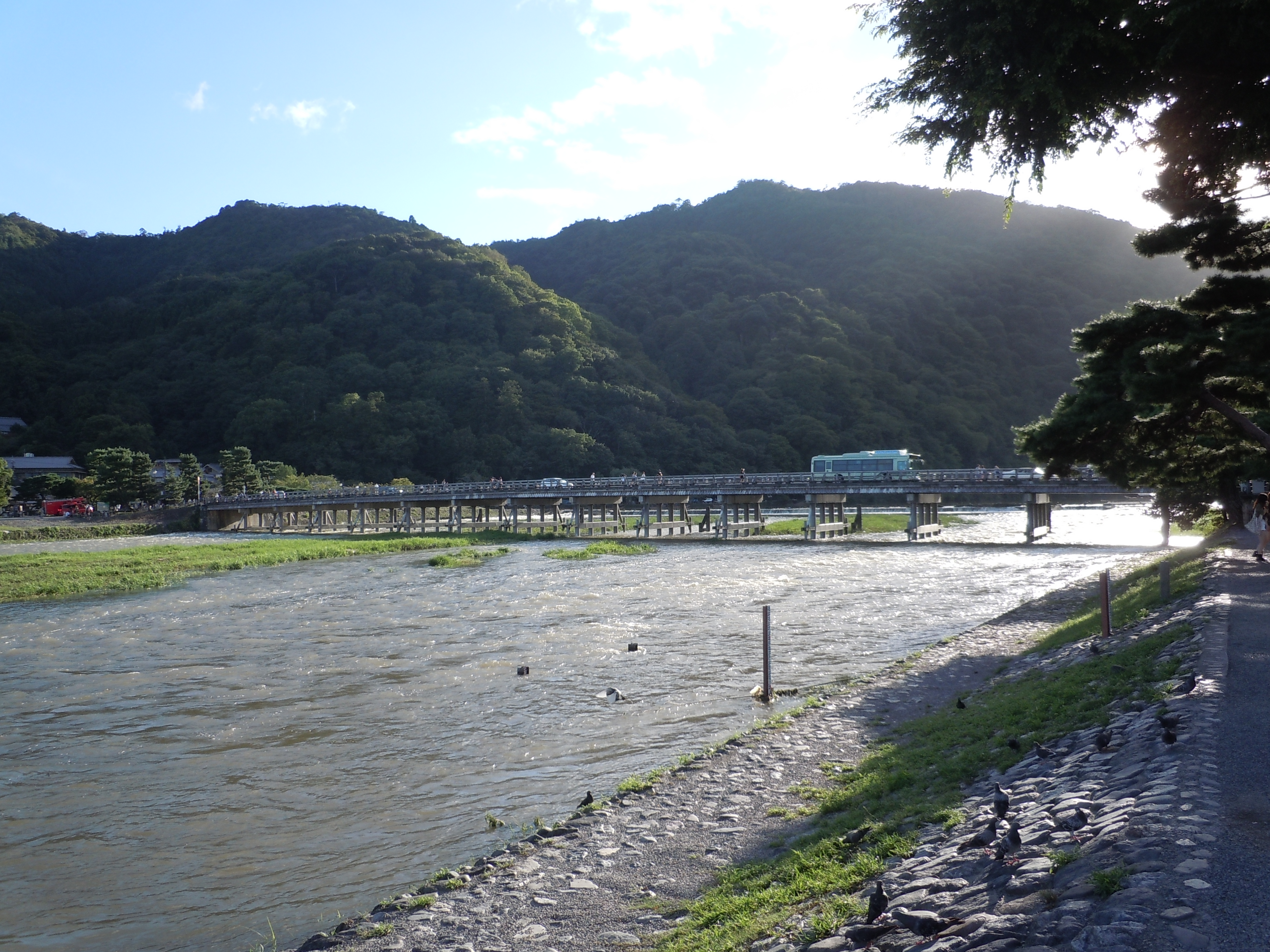
Pont Togetsukyō à Arashiyama (site touristique).
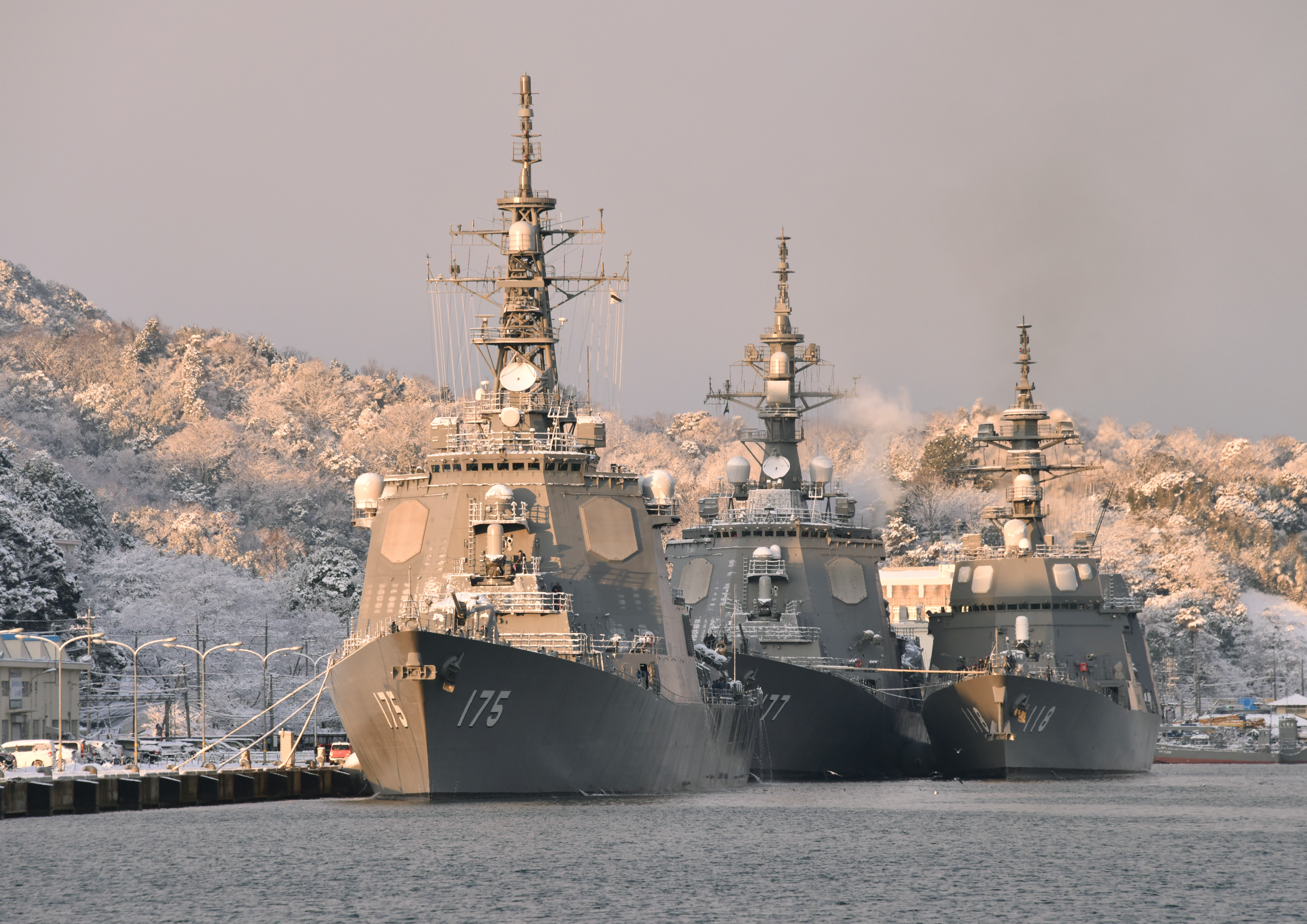
Port de Maizuru (ja).
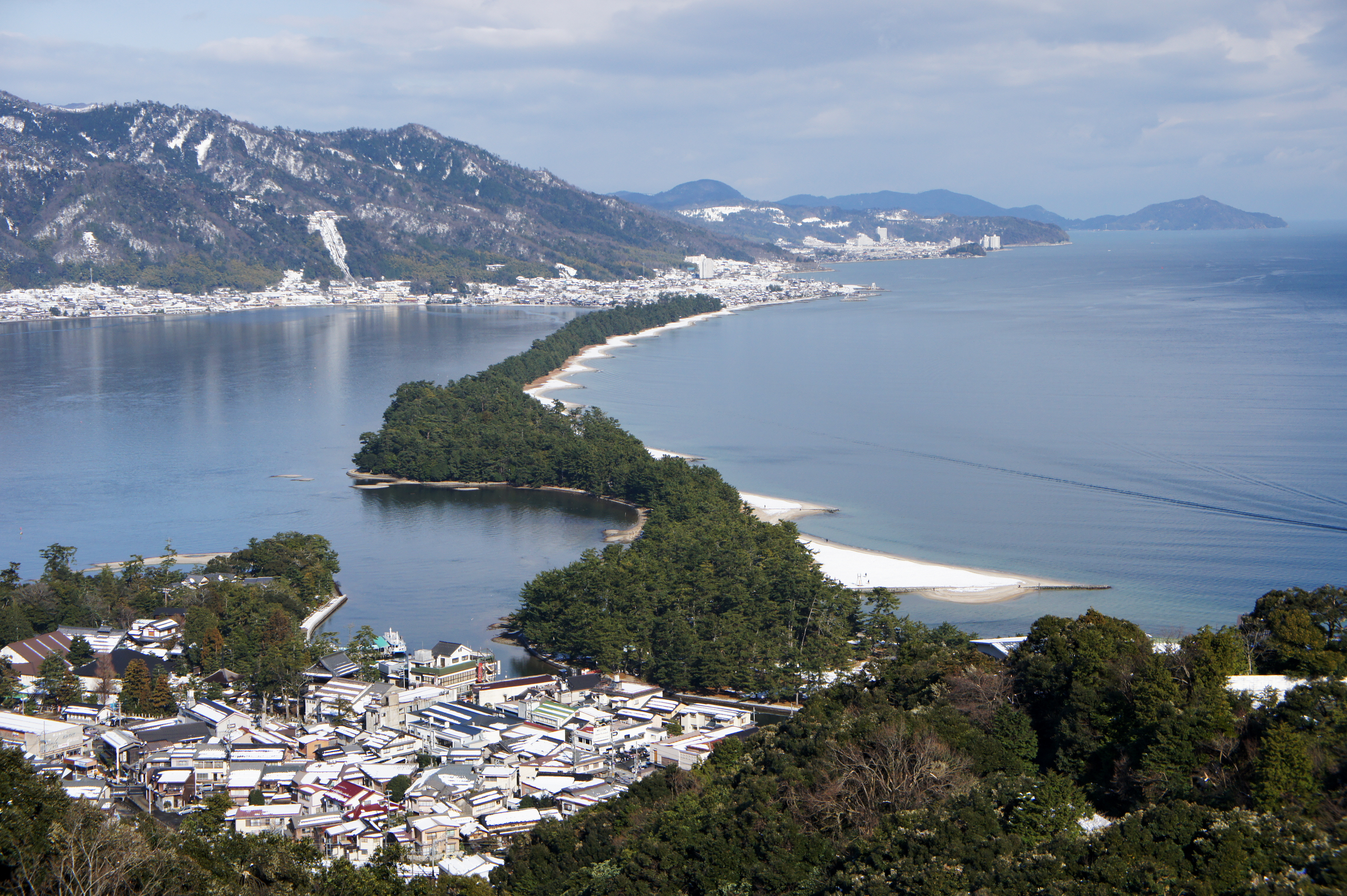
Amanohashidate, une des trois vues les plus célèbres du Japon.

## Jumelages
La préfecture de Kyoto est jumelée avec les municipalités ou régions suivantes :
- Shaanxi (Chine) depuis le 16 juillet 1983 ;
- Yogyakarta (Indonésie) depuis le 16 juillet 1985 ;
- Languedoc-Roussillon (France) depuis le 10 juin 2015[4] ;
- Edinburgh (Écosse) depuis le 29 août 1997 ;
- Oblast de Léningrad (Russie) depuis le 4 novembre 1994 ;
- Oklahoma (États-Unis) depuis le 20 septembre 1985 ;
- Québec (Canada) depuis le 26 mai 2016.